# Гептаплатинадикальций
Гептаплатинадикальций — интерметаллид, бинарное неорганическое соединение платины и кальция с формулой Ca2Pt7, кристаллы.

## Получение
- Восстановление порошкообразного оксида кальция, смешанного с порошком металлической платины, в потоке водорода при 1200 °C[1]:

{\displaystyle {\mathsf {7Pt+2CaO+2H_{2}\ {\xrightarrow {1200^{o}C}}\ Ca_{2}Pt_{7}+2H_{2}O\uparrow }}}
- Прямая реакция в смеси порошкообразных простых веществ, взятых в стехиометрических количествах, в железном герметичном тигле при 1100 °C[2]:

{\displaystyle {\mathsf {7Pt+2Ca\ {\xrightarrow {1100^{o}C}}\ Ca_{2}Pt_{7}}}}
Стандартная энергия Гиббса реакции образования ΔG° = −5,518(50)×105 + 22,3·T кДж/моль.

## Физические свойства
Гептаплатинадикальций образует кристаллы гексагональной сингонии, пространственная группа P 63/mmc, параметры ячейки a = 0,5349 нм, c = 2,630 нм, Z = 4, структура типа дицерийгептаникеля Ni7Ce2.

## Применение
- Предложено использование соединения для получения металлического кальция высокой чистоты[2].